# 同性戀與猶太教

## 猶太教正統派

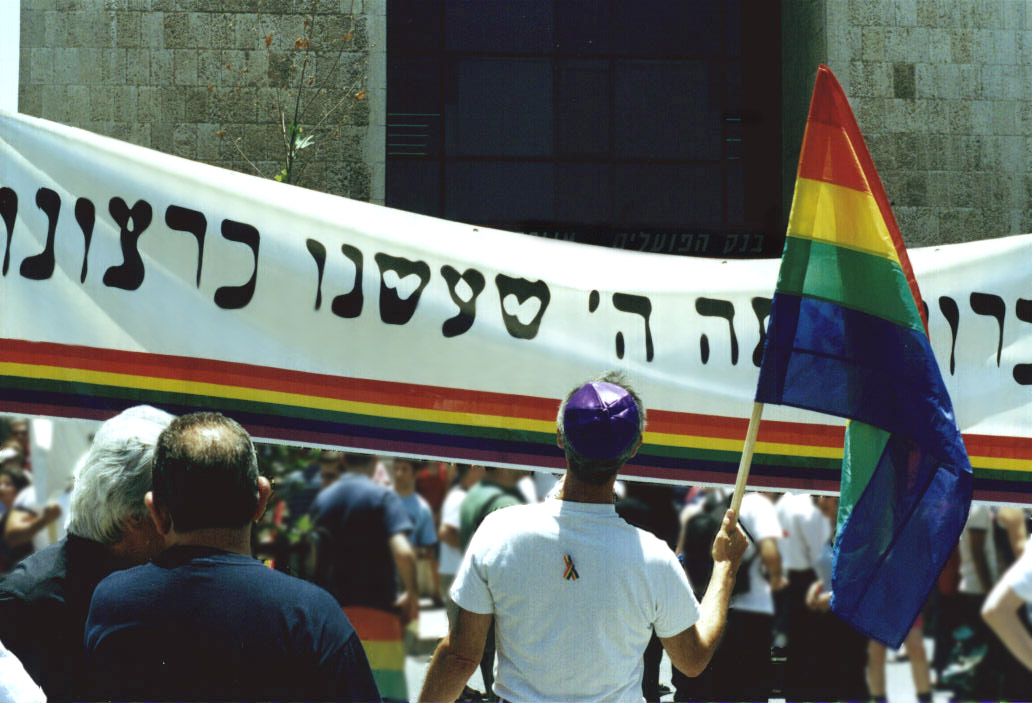
同性恋与犹太教

从一开始直到20世纪，犹太教都把两个男人间的性行为視為禁止的行為（Abomination，如崇拜耶和華以外的神、不得吃蝦、豬肉等飲食禁忌）。

## 猶太教保守派
在保守犹太教社区，犹太法律由犹太法律和标准委员会（CJLS）的学者设立。1992年，CJLS接受了四个关于同性恋释疑解答的回答。这些被用来作为统一意见的支持来源。这个统一的立场是，考虑到当前的对同性恋产生和本质的科学、心理学和生物学资料，同性恋关系与犹太教法律不能一致，但是法律委员会保留在这个议题上重新估量的权利。

## 猶太教重建派
重建主义运动反对有关这个话题的所有传统观点：他们认为所有限制同性恋的行为都是无价值的和无效的。因此，他们任命同性恋犹太人担任拉比和领唱者。重建主义希伯来语联合会允许犹太人同性恋者结婚以及同性恋的异族通婚。

## 猶太教改革派
美国革新运动（American Reform Movement）反对有关这个话题的所有传统观点：他们认为所有限制同性恋的行为都是无价值的和无效的。因此，他们不反对同性恋者担任拉比和领唱者（虽然它们并没有要求之前要询问任何有关性取向的问题）。